# Baie de Port-au-Prince
La baie de Port-au-Prince est une baie du golfe de la Gonâve à Haïti, au fond de laquelle se trouve la vaste plaine du Cul-de-Sac et la capitale du pays, Port-au-Prince et son agglomération. Elle communique avec le golfe par l'intermédiaire de deux bras de mer situés de part et d'autre de l'île de la Gonâve : le canal de Saint-Marc au Nord de celle-ci et le canal de la Gonâve au Sud.

## Géographie

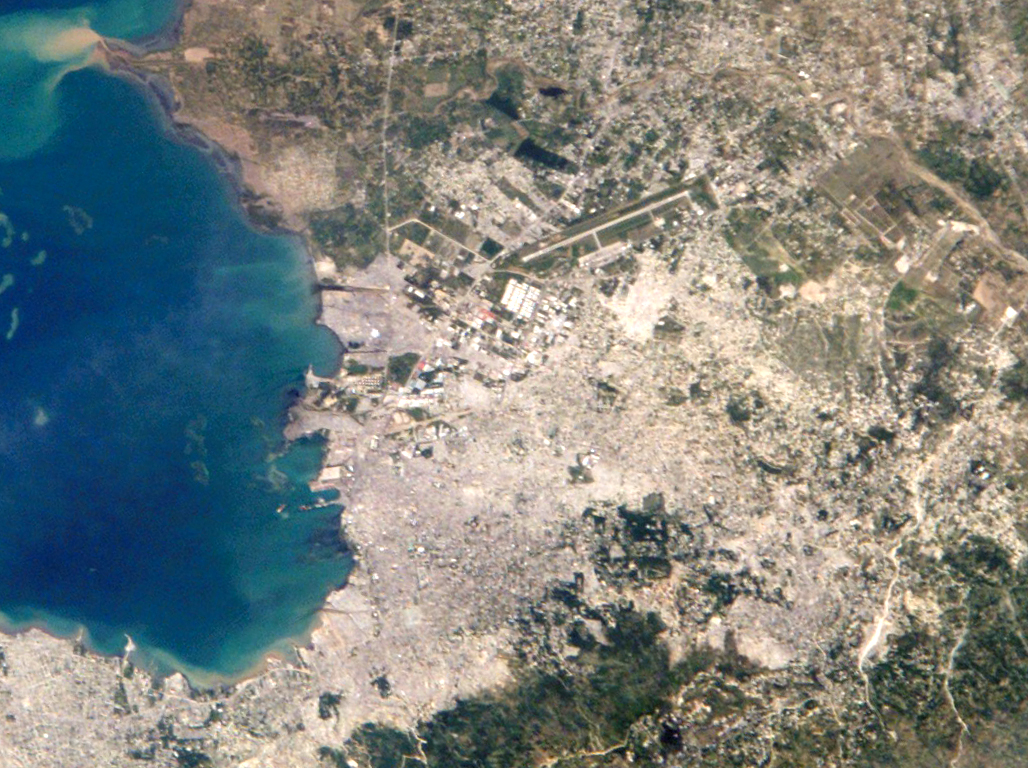
Port-au-Prince et sa baie.

La baie, qui s'étend de la pointe du Trou Forban au Nord-Ouest (18° 51′ 33″ N, 72° 36′ 38″ O) à la pointe de Cà-lra au Sud-Ouest (18° 31′ 27″ N, 72° 39′ 05″ O)mesure une quarantaine de kilomètres de large pour une cinquantaine de kilomètres de long. 
Plusieurs cours d'eau se jettent dans la baie de Port-au-Prince, la rivière Grise, la rivière Bâtarde, la rivière Froide, la rivière Momance et le canal de Boucanbrou.